# (73712) 1992 RB4
(73712) 1992 RB4 – planetoida z pasa głównego asteroid okrążająca Słońce w ciągu 3,63 lat w średniej odległości 2,36 j.a. Odkryta 2 września 1992 roku.